# Lycophidion semicinctum
Espèce
Statut de conservation UICN

 LC  : Préoccupation mineure
Lycophidion semicinctum est une espèce de serpents de la famille des Lamprophiidae. 

## Répartition
Cette espèce se rencontre :
- au Sénégal ;
- en Guinée ;
- en Gambie ;
- en Guinée-Bissau ;
- en Côte d'Ivoire ;
- au Ghana ;
- au Mali ;
- au Burkina Faso ;
- au Togo ;
- au Bénin ;
- au Niger ;
- au Tchad ;
- au Nigeria ;
- au Cameroun ;
- en République centrafricaine.

## Synonymie
- Lycophidion semicinctum Scortecci, 1931 est synonyme de Lycophidion capense Smith, 1831.

## Publication originale
- Duméril, Bibron & Duméril, 1854 : Erpétologie générale ou histoire naturelle complète des reptiles. Tome septième. Première partie, p. 1-780 (texte intégral).